# ماري ناش
ماري نـاش (بالإسبانية: Mary Nash؛ بالإنجليزية: Mary Nash) هي كاتِبة ومؤرخة إسبانية وأيرلندية، ولدت في 1947 في ليمريك في جمهورية أيرلندا.